# Carex arkansana
Espèce
Classification phylogénétique
Carex arkansana est une espèce de plantes du genre Carex et de la famille des Cyperaceae.